# Влада Аксентијевић
Владимир Влада Аксентијевић (Обреновац, 24. јун 1916 — Обреновац, 27. март 1942) био је учесник Народноослободилачке борбе и народни херој Југославије.

## Биографија
Рођен је 24. јуна 1916. у Обреновцу где се налази његова родна кућа. Потиче из учитељске породице. Основну школу је завршио у селу Грабовцу, код Обреновца, а гимназију у Сомбору, 1934, где је се и упознао са револуционарним покретом.
После завршене матуре уписао је електромашински одсек Техничке високе школе у Београду. На првој години студија постаје члан Савеза комунистичке омладине Југославије (СКОЈ), а следеће године је ушао у Акциони одбор стручних студентских удрушења, чији је секретар постао у јесен 1936. године. Исте године примљен је у Комунистичку партију Југославије (КПЈ). Учесник је студентских демонстрација током 1935. и 1936. године. Крајем 1937. постао је члан Месног комитета КПЈ за Беград.
У пролеће 1939. напустио је факултет, и по задатку Партије је отишао у Посавину да обнавља и формира партијске организације. Највише је радио у Обреновцу и околини, где је успео да формира партијску ћелију и преко ње организује раднике. Радио је и на организовању студената и задружне омладине Обреновца и околине. На окружној партијској конференцији 1939. изабран је за члана окружног партијског повереништва за Београд, а на Среској конференцији КПЈ у Забрежју, 1940. за секретара Среског комитета КПЈ за Обреновац.
Због провале у партијској организацији Обреновца, Влада је илегално да боравио у Београду, око три месеца, а потом је ухапшен. Осуђен је на годину дана затвора, од чега је три месеца одлежао у затвору на Ади Циганлији, а потом је пребачен у затвор у Марибору, где га је затекао Априлски рат и окупација Краљевине Југославије. Почетком јула 1941, приликом транспорта из Марибора у Србију, успео је да побегне из воза.
Одмах по доласку у Обреновац ступио је у Прву посавску партизанску чету, у којој је крајем јула постављен за политичког комесара. Када је 22. септембра 1941. формиран Први батаљон Посавског партизанског одреда, Влада је постављен за политичког комесара.
Током Прве непријатељске офанзиве, и повлачења из Посавине, Влада је са својим батаљоном учествовао у више борби у западној Србији и на Кадињачи, где је његов батаљон претрпео велике губитке. После борбе на Кадињачи, с преживелим борцима из Посавине, повукао се у Санџак. Али је по задатку ЦК КПЈ, заједно са Космајским партизанским одредом, почетком јануара 1942, упућен је на терен Посавине да организује ОК КПЈ и настави оружану борбу против непријатеља.
Због сталних борби с непријатељем Космајски партизански одред није могао да продре одмах на Космај, него се са групом НОП одреда, која се тамо налазила, задржао на терену Ваљева. Ту је Влада остао све до половине фебруара 1942. када је, с групом бораца из Посавине, кренуо на свој терен, где је стигао крајем фебруара. У Грабовцу је стигао код свог кума, који га је пријавио квинслишким властима, које су га ухапсиле заједно са Будимиром Давидовићем, и спровеле га у Ваљевски затвор, у коме је осуђен на смрт вешањем. Обешен је 27. марта 1942. у Обреновцу.
Указом Председништва АВНОЈ-а постхумно је 6. јула 1945. одликован Орденом заслуга за народ првог реда. Указом Президијума Народне скупштине ФНР Југославије 14. децембра 1949. проглашен је за народног хероја.
У току рата погинуо је његов рођени брат Бранислав Брана Аксентијевић (1913—1941), који је пре рата био учитељ у селу Рогачи, код Сопота и члан КПЈ, а касније политички комесар у једној чети Космајског партизанског одреда. Погинуо је новембра 1941. године током Прве непријатељске офанзиве.
По њему је названа ОШ „Влада Аксентијевић” Београд.

## Галерија
- Спомен-плоча на месту страдања
- Спомен-плоча на месту страдања
- Орден народног хероја